# Symphonie no 26 de Joseph Haydn
Pour les articles homonymes, voir Symphonie no 26.
« Les Lamentations »
La Symphonie no 26 en ré mineur « Les Lamentations » Hob. I:26, est une symphonie du compositeur autrichien Joseph Haydn, composée en 1768. Il s'agit de la dernière symphonie d'Haydn en trois mouvements.

## Analyse de l'œuvre
La symphonie comporte trois mouvements :
1. Allegro assai e con spirito, en ré mineur / ré majeur, à , 133 mesures
2. Adagio, en fa majeur, à 
, 80 mesures
3. Menuet (en ré mineur) et Trio (en ré majeur), à 
, 80 mesures

Durée : environ 20 minutes

## Orchestration
L'œuvre est écrite pour 2 hautbois, 2 bassons, 2 cors, cordes et continuo.